# Liste der Seen in Namibia
Dies ist eine Liste der Seen in Namibia.
In Namibia gibt es nur wenige natürliche Süßwasser-Seen, die das ganze Jahr permanent Wasser führen. Alle perennierenden sowie ephemeren beziehungsweise episodischen Gewässer fallen unter den Begriff Wetlands (zu Deutsch etwa „nasse Gebiete“), die etwa fünf Prozent der Landesfläche ausmachen. Salz- und Kalkseen mit erhöhtem Salz- beziehungsweise Kalkgehalt werden in Namibia als Pfanne (englisch Pan) bezeichnet. Hiervon zu unterscheiden sind die kleineren und meist flacheren Vleis (Afrikaans für Senke).

## Perennierende Seen

### Seen
| See              | Region       | Lage                 | Fläche (max.) in km² | Volumen (max.) in Mio. km³ | größte Tiefe in Meter      | Kategorie                                                                         | Bild |
| ---------------- | ------------ | -------------------- | -------------------- | -------------------------- | -------------------------- | --------------------------------------------------------------------------------- | ---- |
| Drachenhauchloch | Otjozondjupa | 19° 40′ S, 17° 34′ O | 00,0260              |                            | 84 (relativ) 150 (absolut) | unterirdischer See                                                                |      |
| Guinassee        | Oshikoto     | 19° 14′ S, 17° 21′ O | 00,0100              |                            | 132                        | Karstsee                                                                          |      |
| Liambezisee      | Sambesi      | 17° 56′ S, 24° 22′ O | 100,0000             |                            |                            | Altwassersee (offiziell seit 1985 ausgetrocknet; seit 2009 jedoch wieder gefüllt) |      |
| Ontsadhiyasee    | Omusati      |                      | 0?                   |                            | ?                          | von 2007 bis 2014 gefüllt                                                         |      |
| Otjikotosee      | Oshikoto     | 19° 12′ S, 17° 33′ O | 00,0075              |                            | 76                         | Karstsee                                                                          |      |

## Ephemere Seen

### Pfannen und Salzseen
| Pfanne                                  | Region       | Lage                 | Fläche (max.) in km² | größte Tiefe in Meter | Kategorie            | Bild |
| --------------------------------------- | ------------ | -------------------- | -------------------- | --------------------- | -------------------- | ---- |
| Adamax Pan                              | Oshikoto     | Etosha-Nationalpark  |                      |                       |                      |      |
| Autcha Pan                              |              |                      |                      |                       |                      |      |
| Etosha-Pfanne                           | übergreifend | Etosha-Nationalpark  | 4760                 |                       | endorheisches Becken |      |
| Fisher’s Pan                            | Oshikoto     | Etosha-Nationalpark  |                      |                       |                      |      |
| Gura Pan                                | Otjozondjupa | 19° 40′ S, 20° 33′ O |                      |                       |                      |      |
| Kalahari Pannetjiesveld (Pfannengebiet) | übergreifend |                      |                      |                       |                      |      |
| Kebe Pan                                |              |                      |                      |                       |                      |      |
| Natukanaoka Pan                         | Omusati      | Etosha-Nationalpark  |                      |                       |                      |      |
| Nyae-Nyae-Pfanne                        | Otjozondjupa |                      |                      |                       |                      |      |
| Oponono-See                             | Oshana       | 19° 15′ S, 15° 30′ O |                      |                       | ephemerer See        |      |

Quelle: 

### Vleis
| Vlei                      | Region       | Fläche (max.) in km² | größte Tiefe in Meter | Kategorie | Bild                       |
| ------------------------- | ------------ | -------------------- | --------------------- | --------- | -------------------------- |
| Buschmann Vlei            | ǁKaras       |                      |                       |           |                            |
| Cessna Vlei               | Hardap       |                      |                       |           |                            |
| Dead Vlei                 | Hardap       |                      |                       |           | Dead Vlei                  |
| Hidden Vlei               | Hardap       |                      |                       |           | Springböcke am Hidden Vlei |
| Jules Vlei                | ǁKaras       |                      |                       |           |                            |
| Sossusvlei                | Hardap       |                      |                       |           | Sossusvlei aus dem All     |
| Tsondab Vlei              | Erongo       |                      |                       |           |                            |
| Tsumkwe Vlei (Makuri Pan) | Otjozondjupa |                      |                       |           |                            |